# Anthurium oxycarpum
Anthurium oxycarpum är en kallaväxtart som beskrevs av Eduard Friedrich Poeppig. Anthurium oxycarpum ingår i släktet Anthurium och familjen kallaväxter. Inga underarter finns listade.